# Modern evolutionär syntes
Modern evolutionär syntes, även kallad neodarwinism eller nydarwinism, sammanför Charles Darwins teorier om arternas evolution och det naturliga urvalet med Gregor Mendels teori om generna som grunden till det biologiska arvet. Framstående personer i utformandet av den moderna evolutionära syntesen inkluderar Ronald Fisher, Theodosius Dobzhansky, J.B.S. Haldane, Sewall Wright, Julian Huxley, Ernst Mayr, och George Gaylord Simpson.